# ATI 마하 시리즈

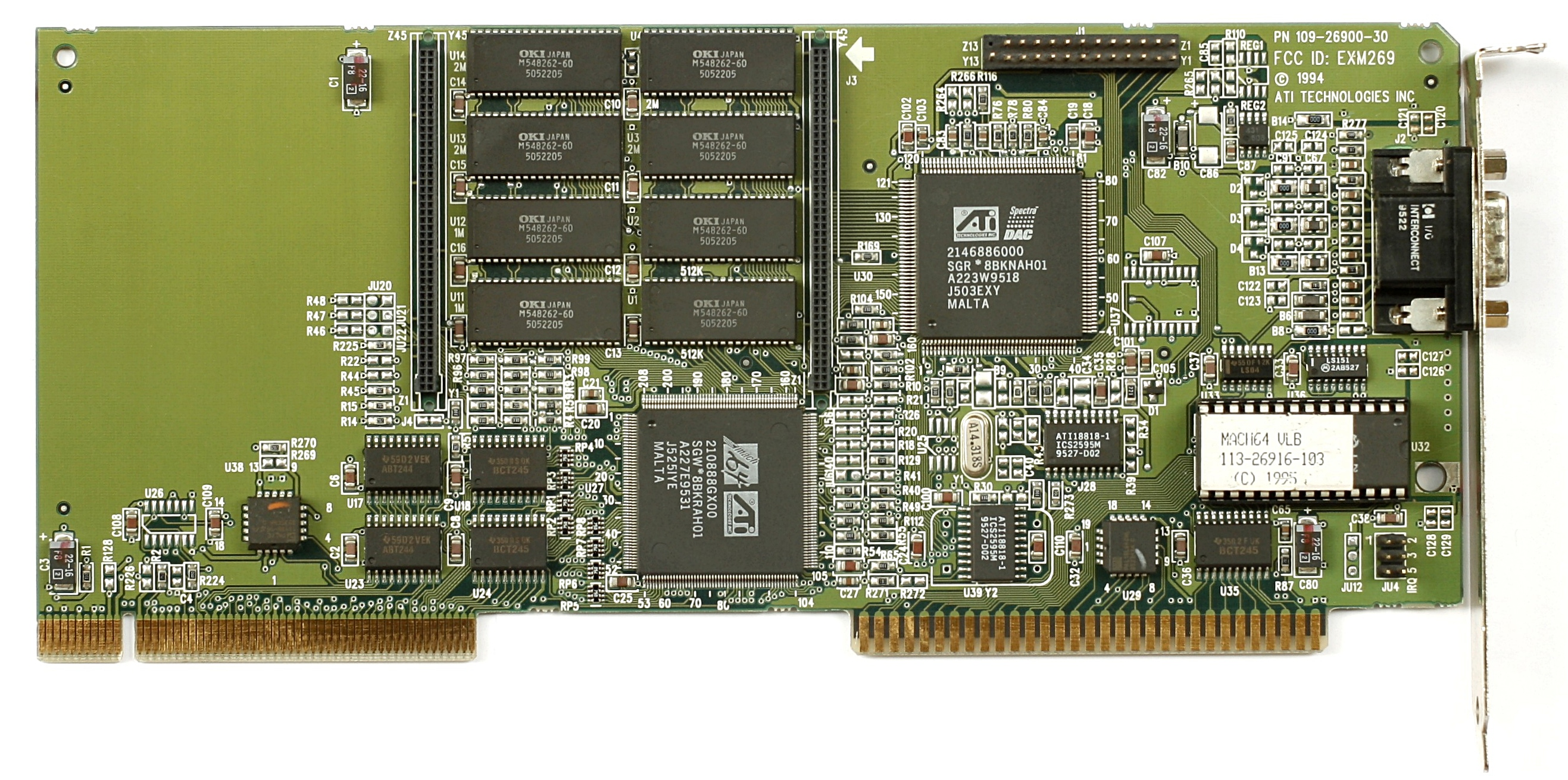

마하(Mach)는 ATI에서 개발한 개인용 컴퓨터의 2D 그래픽 가속 칩셋이다.

## 제품

### Mach 8
1991년 출시
- IBM 8514/A 클론
- 8비트 컬러(256색) 지원
- VGAWonder 2 (28800) 그래픽 코어 선택 가능 (전용 256-512KB DRAM 포함)
- 512KB 또는 1MB의 DRAM 혹은 VRAM
- ISA, MCA 슬롯

Mach 8 칩셋은 다음 제품에 사용되었다.
- 8514 Ultra (VRAM, 보조프로세서 포함)
- 8514 Vantage (DRAM, 보조프로세서 포함)
- Graphics Vantage (DRAM)
- Graphics Ultra (VRAM)
- VGAWonder GT (Graphics Ultra를 재출시한 제품, 기본 1MB RAM)

### Mach 32
1992년 출시
- 32비트 GUI 가속기 (DOS 지원)
- VESA VBE 일부 지원
- 15비트, 16비트, 24비트 컬러 지원
- 1 또는 2 MiB의 DRAM 혹은 VRAM
- 64비트 메모리 인터페이스
- ISA, EISA, VLB, PCI, MCA 슬롯
- VGA 코어 통합
- IBM 8514/A 100% 호환

Mach 32 칩셋은 다음 제품에 사용되었다.
- Graphics Wonder (DRAM)
- Graphics Ultra + (DRAM, 고속 RAMDAC)
- Graphics Ultra CLX (DRAM, 저가 OEM 버전)
- Graphics Ultra Pro (VRAM)
- Graphics Ultra XLR (VRAM, 저가 OEM 버전)

### Mach 64
1994년 출시
- 64비트 GUI 가속기 (DOS 지원)
- VESA VBE 일부 지원
- 1, 2, 4, 8MB의 DRAM, VRAM, SGRAM
- 64비트 메모리 인터페이스
- ISA, VLB, PCI 슬롯
- Mach64 칩셋 시리즈
  - "Mach64 CX/210888" - 오리지널 칩셋 (2MB DRAM 또는 4MB VRAM)
  - "Mach64 GX/210888GX" - 동영상 재생 기능 개선
  - "Mach64 ET/210888ET" - 임베디드용???
  - "Mach64 CT/264CT - RAMDAC과 클럭 칩을 통합한 저가형 Mach64 (2MB DRAM)
  - "Mach64 VT/264VT - AMC 커넥터 (TV 튜너 지원)
  - "Mach64 GT/264GT 3D Rage" - 3D 기능 추가
  - "Mach64 GT-B/264GT-B 3D Rage II - SDRAM & SGRAM 지원 (8MB)
  - "Mach64 LT/264LT" - Mach64 GT의 저전력 모바일 버전

Mach 64 칩셋은 다음 제품에 사용되었다.
Mach64 GX 시리즈:
- Graphics Xpression (1, 2MB DRAM)
- Graphics Pro Turbo (2, 4MB VRAM)
- WinTurbo (1, 2MB VRAM, 메모리 업그레이드 불가능)
- Graphics Pro Turbo 1600 (고속 RAMDAC, PCI 버전만 출시)
- XCLAIM GA (매킨토시 버전)

Mach64 CT 시리즈:
- WinBoost (1MB DRAM, 2mb로 업그레이드 가능)
- WinCharger (2MB DRAM)

Mach64 VT 시리즈:
- Video Charger
- Video Xpression (Mach64 VT2)
- Video Xpression+ (Mach64 VT4)

Mach64 GT 시리즈:
- 3D Xpression (2MB EDO DRAM))

Mach64 GT-B 시리즈:
- 3D Charger (2MB EDO DRAM)
- 3D XPRESSION+ (2, 4MB SDRAM)
- 3D XPRESSION+ PC2TV (TV 출력)
- 3D Pro Turbo (2, 4, 6, 8MB SGRAM)
- 3D Pro Turbo+ PC2TV (TV 출력)
- Xclaim VR - 초기 버전 (매킨토시용, 2, 4, 8 MB SGRAM, 비디오 입/출력 기능)
- Xclaim 3D - 초기 버전 (매킨토시용, 4, 8MB SGRAM)
- All-In-Wonder (SDRAM, TV 튜너 내장)

중요 사항 : 3D 레이지는 Mach64 GT, 3D Rage II는 Mach64 GT-B 이름으로 판매되었다. Mach64 이름의 사용은 3D 레이지 프로가 발표된 이후 중지되었다.

## 같이 보기
- AMD 그래픽 처리 장치 목록